# Glacera Rettenbach

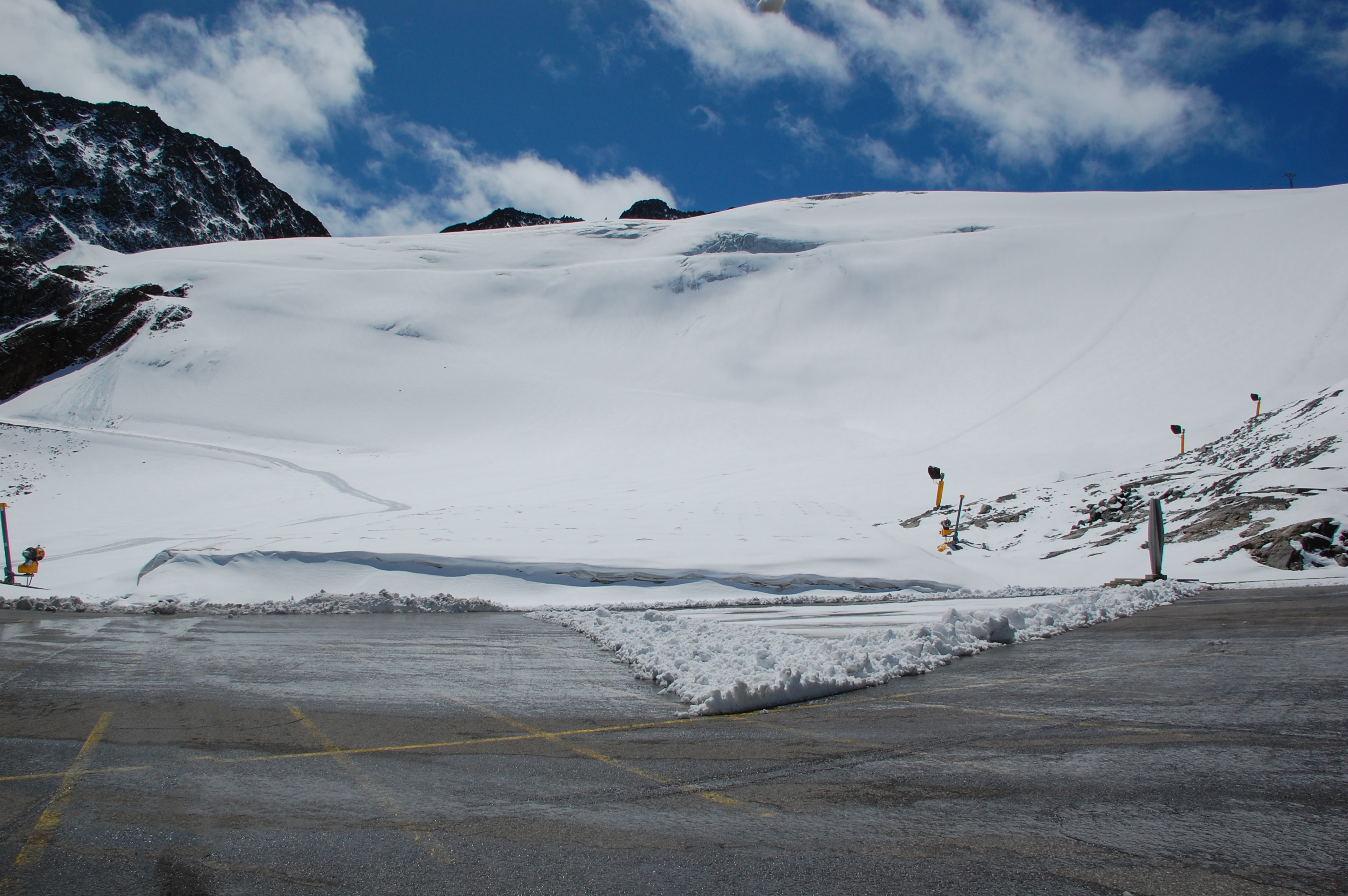
La glacera Rettenbach el juliol de 2009

La Glacera Rettenbach és una glacera localitzada prop de Sölden en els Alps Ötztal del Tirol, Àustria.
Durant l'hivern, la glacera és accessible per telefèric i a la primavera per cotxe, utilitzant la Gletscherstraße.
A finals d'octubre, la FIS Esquí Alpí obre amb un eslàlom gegant per ambdós gèneres a la glacera. Les curses l'octubre de 2016 van començar als 3.040 m i van acabar als 2.670 m, amb una caiguda vertical de 370 m.
La glacera és també una àrea atractiva per esquiadors i fa un paper important connectant l'àrea d'esquí principal de Sölden amb la glacera Tiefenbach.
El 5 de gener de 2015, dos membres de l'equip d'esquí dels Estats Units, Ronnie Berlack i Bryce Astle, van morir per una allau provocada prop de la glacera Rettenbach.